# Dianella javanica
Dianella javanica är en grästrädsväxtart som först beskrevs av Carl Ludwig von Blume, och fick sitt nu gällande namn av Carl Sigismund Kunth. Dianella javanica ingår i släktet Dianella och familjen grästrädsväxter. Inga underarter finns listade i Catalogue of Life.